# Historia z domku na prerii
Historia z domku na prerii (oryg. Beyond the Prairie: The True Story of Laura Ingalls Wilder) oraz Ciąg dalszy historii domku na prerii (oryg. Beyond the Prairie : The True Story of Laura Ingalls Wilder Continues) – filmy telewizyjne, zrealizowane w latach 2000 i 2002, na podstawie serii książek „Domek na prerii” Laury Ingalls Wilder.

## Opis
Akcja filmów rozgrywa się w latach 1880–1889, opisanych w książkach od „Długiej zimy” po „On the Way Home”, a częściowo oparta jest również na powszechnie znanych faktach z życia rodziny Ingallsów (między innymi za sprawą utworu „Pioneer Girl”).
Wbrew zapowiedziom i podtytułowi (z angielskiego, Prawdziwa historia Laury Ingalls Wilder) nie są jednak w pełni wierną ekranizacją losów książkowych Ingallsów i Wilderów, choć w niektórych przypadkach twórcy zrezygnowali z wersji literackiej na rzecz wydarzeń autentycznych. Oprócz odstępstw adaptacyjnych, wystąpiły też nie mniej liczne anachronizmy w zakresie strojów, fryzur i zachowań.
Oba filmy kilkakrotnie emitowały polskojęzyczne stacje telewizyjne – TVN7, Hallmark, TVP1, Polsat i CBS Drama.

## Fabuła

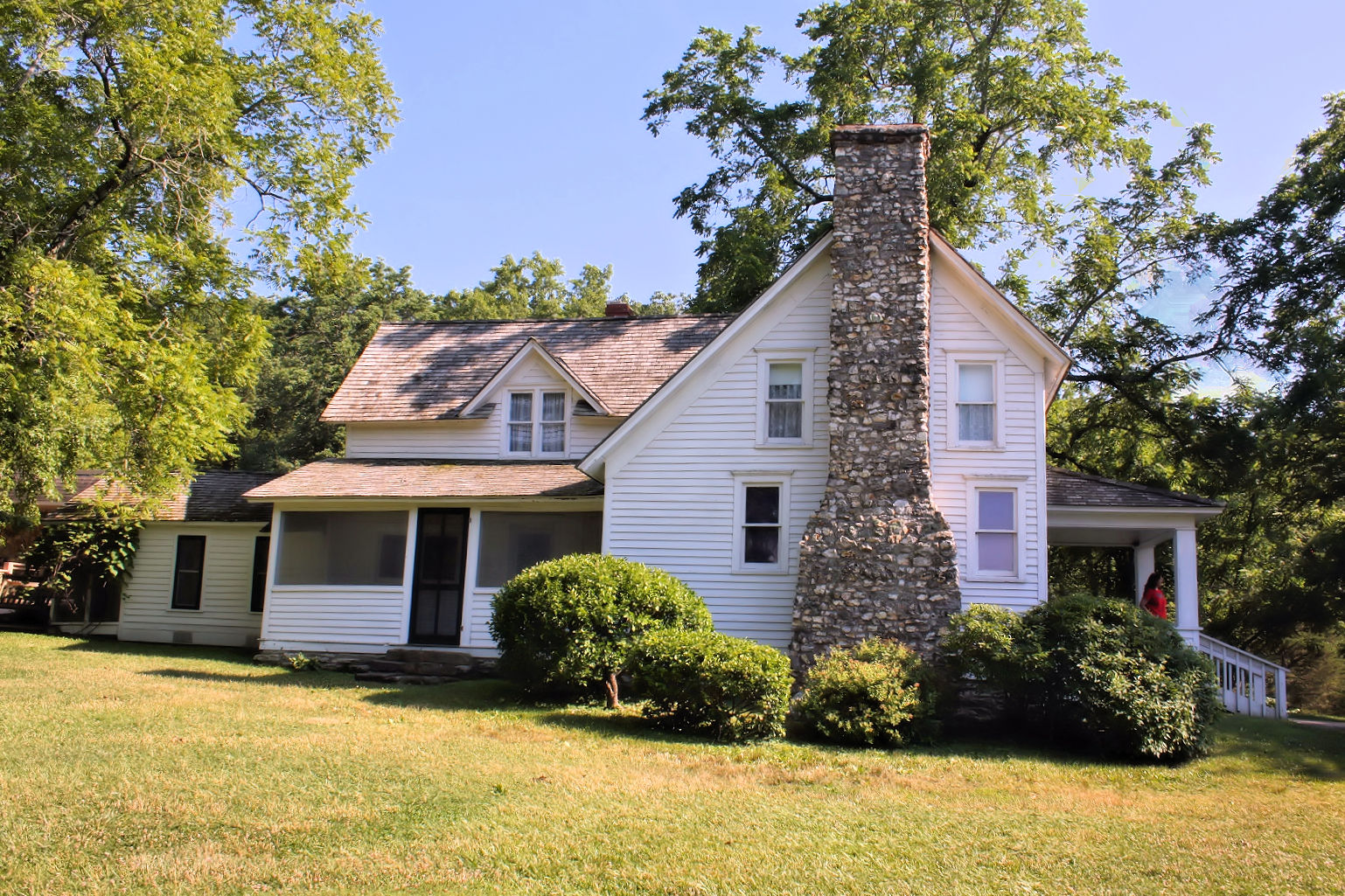
Skalista Farma; dom Laury i Almanza Wilderów w Mansfield, w Missouri

### Część 1
Charles i Caroline Ingalls mieszkają wraz z czterema córkami na farmie na Terytorium Dakoty, w pobliżu miasteczka De Smet. Charles postanawia przenieść rodzinę na zimę do miasta, co okazuje się słuszną decyzją, gdyż okazuje się być ona wyjątkowo długa i ciężka. W międzyczasie, uwagę drugiej z córek; Laury, przykuwa młody Almanzo Wilder.

### Część 2
Laura i Almanzo Wilderowie z dorastającą córką Rose opuszczają De Smet i wyruszają do Missouri. Docierają do miasteczka Mansfield, gdzie kupują farmę i zaczynają ją zagospodarowywać.

## Obsada

### Część 1
- Richard Thomas – Charles Ingalls
- Lindsay Crouse – Caroline Ingalls
- Meredith Monroe – Laura Ingalls / Ingalls Wilder
- Barbara Jane Reams – Mary Ingalls
- Haley McCormick – Carrie Ingalls
- Courtnie Bull, Lyndee Probst – Grace Ingalls
- Walton Goggins – Almanzo Wilder
- Kurt Woodruff – Royal Wilder
- Jeremy Hoop – Cap Garland
- Mary Parker Williams – panna Walter[a]
- Jenny Dare Paulin – Patsy Robbins[b]
- Tracy Pfau – pani Bouchie[c]
- Terra Allen – Rose Wilder Lane
- Tess Harper – Laura Ingalls Wilder, 60 lat / Narrator

i inni.

### Część 2
- Meredith Monroe – Laura Ingalls Wilder
- Walton Goggins – Almanzo Wilder
- Skye McCole Bartusiak – Rose Wilder
- Joe Stevens – George Magnuson
- Heather Kafka – Beth Magnuson
- Cody Linley – Charlie Magnuson
- Richard Thomas – Charles Ingalls
- Lindsay Crouse – Caroline Ingalls

i inni.

## Nagrody
- 2000: Nominacja do Nagrody Emmy dla Ernesta Troosta w kategorii Najlepsza muzyka w filmie lub miniserialu telewizyjnym[4]